# Babięty
Babięty (niem. Babanten) – wieś w Polsce, w województwie warmińsko-mazurskim, w powiecie szczycieńskim, w gminie Dźwierzuty.
Do 2023 miejscowość była przysiółkiem wsi Jeleniowo.
Przysiółek wchodzi w skład sołectwa Jeleniowo.
W latach 1975–1998 przysiółek administracyjnie należał do województwa olsztyńskiego.

## Nazwa
12 lutego 1948 r. ustalono urzędową polską nazwę – Babięty, określając drugi przypadek jako Babięt, a przymiotnik – babięcki.